# نام خودمانی
نام خودمانی یا نام تحبیبی (به انگلیسی: Nickname)، نام مخففی است که معمولاً به جای نام کوچک افراد کاربرد دارد. نام‌های تحبیبی معمولاً در بین اعضای خانواده و دوستان صمیمی به کار می‌رود و تقریباً در همه زبان‌ها مشاهده می‌شود.

## نمونه‌ها
- کیارش ← کیا
- محمد ← ممد
- ابراهیم ← ابی
- اسماعیل ← اسی
- فریدون ← فری
- محمدعلی ← ممدلی
- نازنین ← نازی
- معصومه ← مصی
- فاطمه ← فاطی
- الیزابت ← بتی
- ویکتوریا ← ویکی
- ناتاشا ← نت
- مایکل ← مایک
- رافائل ← راف
- لوکاس ← لوک